# Ludolf von Pannewitz
Ludolph von Pannewitz (* 1652 auf Kahren bei Cottbus; † 18. Juli 1719 ebenda) war ein preußischer Generalleutnant, Chef des nach ihm benannten „Regiments Pannewitz zu Pferde“ und Erbherr auf Kahren.

## Leben

### Herkunft
Pannewitz war der Sohn des kurbrandenburgischen Hauptmanns sowie Landesältesten und Direktors des Kreises Cottbus Christian von Pannewitz (* 1624; † 21. Dezember 1679 in Kahren) und dessen Ehefrau Hedwig Sophia von Wulfen (* 1624 in Tempelberg; † 28. Januar 1707 in Kahren) aus dem Haus Tempelberg. Der Generalleutnant Anton von Pannewitz war sein Bruder.

### Militärkarriere
Pannewitz kam bereits 1670 unter Kurfürst Friedrich Wilhelm zur brandenburgischen Armee und kämpfte zwischen 1672 und 1679 gegen Franzosen und Schweden. Im Jahr 1675 wurde er Leutnant und 1683 Hauptmann der Leibgarde. 1686 war er bei der Belagerung von Ofen, wo er ein Auge verlor. Für seine Tapferkeit dort wurde er aber zum Major befördert. Am 11. Dezember 1689 wurde er Oberstleutnant und am 12. Januar 1694 Oberst im Dragonerregiment „Markgraf Albrecht“. In den Jahren 1693 bis 1695 kämpfte er wieder gegen die Osmanen. Während des Spanischen Erbfolgekrieges kämpfte er von 1701 in den Vereinigten Niederlanden und Italien. Dort nahm er an der Schlacht von Cassano und Turin teil.
Am 9. Januar 1709 wurde er zum Generalmajor ernannt und am 29. Januar 1712 erhielt er als Chef das Dragonerregiment „Wittgenstein“. Am 27. Mai 1715 erfolgte seine Ernennung zum Generalleutnant.
Während des Pommernfeldzuges versammelte sich sein Dragonerregiment zur Einnahme von Usedom auf Wollin. Von dort wurden die 800 Reiter in der Nacht zum 31. Juli 1715 mit Booten zu einer Sandbank an der Mündung der Swine transportiert, während ihre Pferde schwimmen mussten. Bei Tagesanbruch ging das Regiment aufgesessen an Land und konnte in einem Überraschungsangriff die schwedischen Verschanzungen an der Swine erobern und 300 Gefangene machen. Zur Belohnung erhob König Friedrich Wilhelm es am 5. August 1715 zu einem „Regiment zu Pferde“. Aber am 6. November 1715 nahm Pannewitz seinen Abschied und starb 1719 auf seinem Gut Kahren.

### Familie
Pannewitz war nicht verheiratet, aber mit einer Christine von Hagen liiert. Mit ihr hatte er zwei Töchter, die am 18. Juli 1719 legitimiert wurden.

## Einzelnachweis
1. ↑  Curt Jany: Geschichte der Preußischen Armee vom 15. Jahrhundert bis 1914. Von den Anfängen bis 1740 (1. Band). Zweite ergänzte Auflage, herausgegeben von Eberhard Jany, Biblio, Osnabrück 1967, S. 638.

| Personendaten    | Personendaten                                                                                                   |
| ---------------- | --- |
| NAME             | Pannewitz, Ludolf von                                                                                           |
| ALTERNATIVNAMEN  | Pannewitz, Ludolph von                                                                                          |
| KURZBESCHREIBUNG | preußischer Generalleutnant, Chef des nach ihm benannten „Regiments Pannewitz zu Pferde“ und Erbherr auf Kahren |
| GEBURTSDATUM     | 1652 |
| GEBURTSORT       | Kahren bei Cottbus                                                                                              |
| STERBEDATUM      | 18. Juli 1719                                                                                                   |
| STERBEORT        | Kahren bei Cottbus                                                                                              |